# Pere Alberch
Pere Alberch Vié (Badalona, 2 de noviembre de 1954 - Madrid, 13 de marzo de 1998) fue un biólogo teórico del desarrollo y embriólogo experimental español. Su carrera científica se dedicó principalmente a problemas de morfogénesis durante la evolución (filogenia) y el desarrollo (ontogenia), especialmente en la fase embrionaria.

## Biografía académica
Nació el 2 de noviembre de 1954 en Badalona (Barcelona). En 1976 se graduó en Biología y Ciencias Ambientales en la Universidad de Kansas. Cuatro años más tarde obtuvo el doctorado en Zoología en la Universidad de California bajo la codirección de George Oster y David B. Wake. Entre 1980 y 1989 compaginó su actividad docente como profesor de biología en la Universidad de Harvard con su labor como conservador de herpetología en el Museo de Zoología Comparada. Fue miembro del equipo editorial de revistas como Trends in Ecology and Evolution (desde 1993), Biodiversity Letters (desde 1992), Journal of Theoretical Biology (desde 1985) y Journal of Evolutionary Biology (1986-1991). En 1989 volvió a España como profesor de investigación del CSIC desempeñando el cargo de director en el Museo Nacional de Ciencias Naturales. En 1998 el Instituto Cavanilles de Biodiversidad y Biología Evolutiva, un nuevo centro de investigación situado en Valencia, se interesaba en incorporar a Alberch en su plantilla. El 13 de marzo de 1998 la muerte le sorprendía a la temprana edad de 43 años.

## Pere Alberch y la biología evolutiva del desarrollo
Heredero de una tradición intelectual que hunde sus raíces en la morfología idealista del siglo XIX, Pere Alberch reconoce en Stephen Jay Gould y Conrad Hal Waddington a sus maestros más inmediatos. Ambos rescataron la concepción del cambio filogenético como un “desarrollo” con leyes análogas al ontogenético: en The Strategy of the Genes (1957), Waddington acuñaba el término “creodo” para estipular la existencia hipotética de vías canalizadas marcadas por el desarrollo embrionario; en Ontogeny and Phylogeny (1977), S.J. Gould ofrecía una definición y una tipología cualitativa de la heterocronía a través del llamado “modelo de los relojes”.
En 1979, Alberch et al. plantean una descripción cuantitativa de la heterocronía fundada en el concepto de ley del crecimiento para el tamaño y la forma. Esta ley se expresa mediante una ecuación diferencial y = f(y/ α, β, κ, Ѕ0) donde, para una estructura dada, α es el momento en el que empieza su crecimiento, β el momento en el que acaba tanto su crecimiento como su diferenciación, κ la tasa de crecimiento y Ѕ0 el tamaño inicial a la edad α. La integración de la ecuación diferencial expresa la trayectoria ontogenética de la estructura para tales variables.
De este modo, se alcanzaba una explicación cuantitativa de los dos conceptos defendidos en la obra de Waddington y Gould:
1. los creodos de Waddington encontraban una traducción matemática en las trayectorias ontogenéticas expresadas por la ecuación de la ley del crecimiento;
2. la heterocronía no sólo se convertía en un mecanismo evolutivo mensurable, sino que todos los tipos postulados por Gould podían explicarse en función de cambios en las variables α, β o κ.

Este primer trabajo, escrito a sus veinticinco años, fue un hito histórico en la constitución de la biología evolutiva del desarrollo (evo-devo) como subdisciplina biológica autónoma. El interés que despertaron los conceptos contenidos en él se puso de manifiesto a la luz de la cantidad de trabajos paleobiológicos que se presentaron en el Colloque International Ontogénèse et Evolution, celebrado en Dijon en 1986.
El estudio comparado de los vertebrados, especialmente de anfibios y reptiles actuales, proporcionó a Pere Alberch la base empírica para adentrarse en la construcción del marco conceptual de la entonces naciente biología evolutiva del desarrollo. Así, la investigación proseguida por Alberch en la década de los ochenta avanza en las dos implicaciones más radicales del papel del desarrollo como elemento regulador de la evolución morfológica: el carácter interno y el ritmo discontinuo del cambio.

### El carácter interno del cambio: las constricciones del desarrollo
Frente a la posición ambientalista del neodarwinismo, que considera a la selección natural como único motor de la evolución (reduciendo la causalidad interna al incremento y el cambio aleatorio de los genes), Pere Alberch acuña el concepto de constricciones del desarrollo (“developmental constraints”), tan extendido hoy entre los biólogos de la evo-devo. Siguiendo la tradición de Waddington, Alberch sostiene que el genoma no puede entenderse como un conjunto de entidades discretas que se traducen directamente en rasgos fenotípicos. Al contrario, el desarrollo tiene un papel radical en la expresión de los genes y, por lo tanto, ha de concebirse necesariamente como un factor limitante de la variación accesible a la selección natural. Desde esta perspectiva, el azar pierde el absolutismo que le había sido otorgado: no todo es posible y, dentro de lo posible, no todas las transiciones son igualmente probables.
En este contexto hay que situar a los trabajos de Pere Alberch sobre la lógica de los monstruos. Ya Geoffroy Saint-Hilaire había constatado que los aspectos teratológicos exhiben una variabilidad tan restringida como los normales, lo que permite clasificarlos en tipos discretos. Sin embargo, si la restricción de la variación dentro de la normalidad se ha explicado por la acción de la selección natural ¿cómo se explica —se pregunta Alberch— que las monstruosidades, siempre eliminadas a posteriori por la selección, obedezcan a cánones de variación semejantes? La respuesta reside, precisamente, en las limitaciones impuestas por el desarrollo.

### El tempo discontinuo del cambio: la no linealidad de los sistemas evolutivos
Frente a la inmensa plasticidad fenotípica que el neodarwinismo atribuye a los organismos (respuesta fenotípica continua a la variación genética continua), Pere Alberch recupera la concepción de Waddington de los fenotipos como estados estacionarios muy resistentes a la mutación y al ambiente.
A escala ontogenética, Alberch explica la posibilidad de los cambios discontinuos en la embriogénesis en virtud del carácter no lineal de los sistemas evolutivos. La no linealidad de los sistemas complejos explica que cuando se modifican de manera continua los parámetros del sistema, se produzcan cambios de dinámica discontinuos. Así, y sin necesidad de la tautológica recurrencia a la imperfección del registro fósil, el carácter catastrófico del desarrollo embrionario explica las discontinuidades observadas en paleontología.
De este modo, la estabilidad y el cambio discontinuo a escala ontogenética se corresponden, a escala filogenética, con la teoría del equilibrio puntuado de Eldredge y Gould: el cambio evolutivo no puede concebirse ya como gradual y permanente, sino como una ruptura catastrófica (a escala geológica) de largos episodios de estasis.
Pere Alberch es uno de los pioneros de la introducción de las herramientas conceptuales de la teoría del caos y de las ciencias de la Complejidad en biología. A su muerte, trabajaba en la elaboración de un libro titulado Introduction to Chaos Theory and Complexity with a Special Emphasis to Biological Sciences.

## Obra
Selección de los artículos más citados
- Alberch, P., Gould, S. J., Oster, G. F. and Wake, D. B. 1979. Size and shape in ontogeny and phylogeny. Paleobiology, 5(3): 296-317.
- Alberch, P. & Alberch, J.1981. Heterochronic mechanisms of morphological diversification and evolutionary change in the neotropical salamander, Bolitoglossa occidentalis (Amphibia; Plethodontidae). J. Morphol., 167: 249-264.
- Odell, G., Oster, G. F., Alberch, P. & Burnside, B.1981. The mechanical basis of morphogenesis. I. A mechanical model of epithelial tissue folding and certain gastrulation patterns. J. Develop. Biol., 85: 446-462.
- Oster, G. F. & Alberch, P. 1982. Evolution and bifurcation of developmental programs. Evolution, 36: 444-459.
- Alberch, P. & Gale, E. 1985. A developmental analysis of an evolutionary trend: Digital reductions in amphibians. Evolution, 39: 8-23.
- Alberch, P. 1985. Problems with the interpretation of developmental sequences. Systematic Zool., 34: 46-58.
- Maynard Smith, J., Burian, R., Kauffman, S., Alberch, P., Campbell, J., Goodwin, B., Lande, R., Raup, D. & Wolpert, L. 1985. Developmental constraints and evolution. Quarterly Rev. Biol., 60: 265-287.
- Shubin, N.H. & Alberch, P. 1986. A Morphogenetic Approach To The Origin And Basic Organization Of The Tetrapod Limb. J. Evolutionary Biology 20: 319-387.
- Oster, G. F., Shubin, N., Murray, J. D, & Alberch, P. 1988. Evolution and morphogenetic rules. The shape of the vertebrate limb in ontogeny and phylogeny. Evolution, 42: 862-884.